# 2005 LB54
2005 LB54, também escrito como 2005 LB54, é um objeto transnetuniano (TNO) que está localizado no Cinturão de Kuiper, uma região do Sistema Solar. Este corpo celeste é classificado como um cubewano. Ele possui uma magnitude absoluta de 5,8 e tem um diâmetro estimado de cerca de 304 km.

## Descoberta
2005 LB54 foi descoberto no dia 10 de maio de 2005 pelo astrônomo B. Gladman.

## Órbita
A órbita de 22005 LB54 tem uma excentricidade de 0,048 e possui um semieixo maior de 43,784 UA. O seu periélio leva o mesmo a uma distância de 41,661 UA em relação ao Sol e seu afélio a 45,906 UA.